# Gare de Guingamp
Gare de Guingamp vasútállomás Franciaországban, Guingamp településen.

## Vasútvonalak
Az állomást az alábbi vasútvonalak érintik:
- Párizs–Brest-vasútvonal
- Guingamp-Carhaix-vasútvonal
- Guingamp-Paimpol-vasútvonal

## Kapcsolódó állomások
A vasútállomáshoz az alábbi állomások vannak a legközelebb:
- Gare de Châtelaudren - Plouagat (Paris Gare Montparnasse, Párizs–Brest-vasútvonal)
- Halte de Gourland (Gare de Paimpol, Guingamp-Paimpol-vasútvonal)
- Gare de Belle-Isle - Bégard (Gare de Brest, Párizs–Brest-vasútvonal)
- Gare de Moustéru (Gare de Carhaix, Guingamp-Carhaix-vasútvonal)